# Nicholas Nickleby (1977)
Nicholas Nickleby är en brittisk miniserie från 1977. Den är baserad på Charles Dickens roman Nicholas Nickleby från 1839. I titelrollen ses Nigel Havers och i övriga roller bland andra Derek Godfrey, Kate Nicholls, Hilary Mason och Patricia Routledge.

## Rollista i urval
- Nigel Havers - Nicholas Nickleby
- Peter Bourke - Smike
- Derek Godfrey - Ralph Nickleby
- Robert James - Newman Noggs
- Kate Nicholls - Kate Nickleby
- Hilary Mason - Mrs. Nickleby
- Malcolm Reid - Mr. Alfred Mantalini
- Derek Francis - Wackford Squeers
- Patricia Routledge - Madame Mantalini
- Patsy Smart - Miss La Creevy
- Anthony Ainley - Sir Mulberry Hawk
- Nigel Hughes - Lord Frederick Verisopht
- Denis Gilmore - Wackford Jr
- Raymond Mason - Charles Cheeryble
- Preston Lockwood - Tim Linkinwater
- Andrew McCulloch - John Browdie
- John Hewer - Edwin Cherryble
- Ron Pember - Mr. Snawley
- Isabelle Amyes - Miss Fanny Squeers
- Hetty Baynes - Matilda Price
- Patricia Brake - Madeline Bray
- Edward Burnham - Mr. Lillyvick
- Anne Ridler - Mrs. Squeers
- Mark Teale - Belling
- Pauline Moran - Miss Petowker
- Dennis Edwards - Mr. Walter Bray
- Freddie Jones - Mr. Vincent Crummles
- Paul Curran - Arthur Gride
- Roger Pope - Cobbey
- Mark Rogers Graymarsh
- Tom Durham - Mr. Lenville
- Peter Forbes-Robertson - Thomas Folair
- David Griffin - Frank Cheeryble
- Pauline Letts - Mrs. Crummles